# Pietro Vidoni (1759-1830)
Pour les articles homonymes, voir Pietro Vidoni.
Pietro Vidoni, iuniore (né le 2 septembre 1759 à Crémone et mort le 10 août 1830 à Rome) est un cardinal italien du XIXe siècle.

## Biographie
Pietro Vidoni exerce diverses fonctions au sein de la Curie romaine. Le pape Pie VII le crée cardinal lors du consistoire du 8 mars 1816. Vidoni participe au  conclave de 1823, lors duquel Léon XII est élu pape, et au conclave de 1829 avec Pie VIII.
Il est de la famille des cardinaux Girolamo Vidoni (1626) et Pietro Vidoni seniore (1660).

### Source
- Fiche du cardinal Pietro Vidoni sur le ste fiu.edu